# Indenor

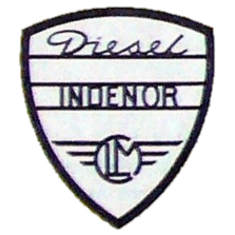
Logo INDENOR

La société Indenor (abréviation de « société industrielle de l'Est et du Nord ») était une filiale des Automobiles Peugeot, spécialisée dans la fabrication de moteurs Diesel.

## Biographie
Deux ans après le lancement de la Société anonyme des automobiles Peugeot, Armand Peugeot fonde une usine de construction mécanique à Lille. Elle devient en avril 1928 la CLM (Compagnie Lilloise de Moteurs) avec un premier type de moteur sur brevet Peugeot et une licence Junkers lui permettant de se développer plus rapidement à ses débuts. Les deux premières usines de la marque vont être construites à Fives-Lille et Saint-Étienne, produisant dans un premier temps des moteurs diesel CLM à deux cylindres verticaux à pistons opposés. La société deviendra en 1955 la CGM (Compagnie Générale de Moteurs) avant d'être renommée par la suite Indenor, avec un nouveau type de moteur 4-cylindres 48 ch (licence Ricardo), le TMD en 1958, et produira ces premiers moteurs diesel en grande série pour équiper les Peugeot 403 et 404, 204, puis 504, 505, et Peugeot 604, mais aussi pour Talbot Tagora, Ford (Granada, Sierra et Scorpio), Scaldia Volga, Cournil, Mahindra, ARO, Daf et UMM.
La gamme de ces moteurs va équiper aussi une grande variété d'engins de tous types : automobiles, utilitaires (Peugeot D4, J7, J9, Citroën Type H, Renault Voltigeur et Goélette), militaires (Peugeot P4, Panhard VBL), bateaux, tracteurs routiers, machines agricoles et locotracteurs SNCF, laveuses de rue, etc. Les moteurs Indenor équiperont aussi des installations fixes (pompes hydrauliques, groupes électrogènes, etc.).
En 1966, CGM - CLM devient l'organe de vente des moteurs Peugeot.
En 1976, après rachat de Citroën en 1974, 45 000 moteurs sont déjà sortis des chaines de fabrication, Ford Allemagne et Ford Grande-Bretagne en équipent certains de leurs modèles.
En 1979, lancement du premier moteur Turbo PSA Peugeot-Citroën.
En 1992, CGM - CLM devient Peugeot-Citroën Moteurs filiale du groupe PSA.
En 2006, Peugeot-Citroën Moteurs devient une division de PSA Peugeot Citroën.

## Types de moteurs INDENOR[3]
- Moteur type TMD
- Moteur type XD
- Moteur type XLD
- Moteur type XDP 6 cylindres
- Moteur type DTP (marine)